# بازی شبیه‌سازی زندگی

سیمز یکی از مشهورترین بازی‌های شبیه‌سازی زندگی از کمپانی الکترونیک آرتس

شبیه‌سازی زندگی یا لایف سیمولیشن (به انگلیسی: Life simulation) زیرسبکی از سبک بازی‌های شبیه‌ساز است که به بازسازی زندگی واقعی در دنیای بازی می‌پردازد. در این گونه بازی‌ها، بازی‌کننده کنترل یک یا چند شخصیت را در بازی به‌دست می‌گیرد و روابط فردی یا گروهی او در جامعه را شکل می‌دهد. بهترین نمونه برای این گونه بازی‌ها، مجموعه بازی‌های رایانه‌ای سیمز است.
همچنین این بازی های مختلفی این نوع شبیه سازی را با چیزی مثل کشاورزی تلفیق میکنند که آثاری چون فصل برداشت (بازی) خلق میشود.